# 夏威夷短尾魷魚
夏威夷短尾魷魚（學名：Euprymna scolopes；英語：Hawaiian bobtail squid）是四盘耳乌贼属的一種，原產於大平洋中部夏威夷到中途島的淺海海域。
夏威夷短尾魷魚身長30 mm（1.2英寸），重0.005 g（0.00018 oz），最重可達2.67 g（0.094 oz），從出生到性成熟需80天。